# Chitarrone

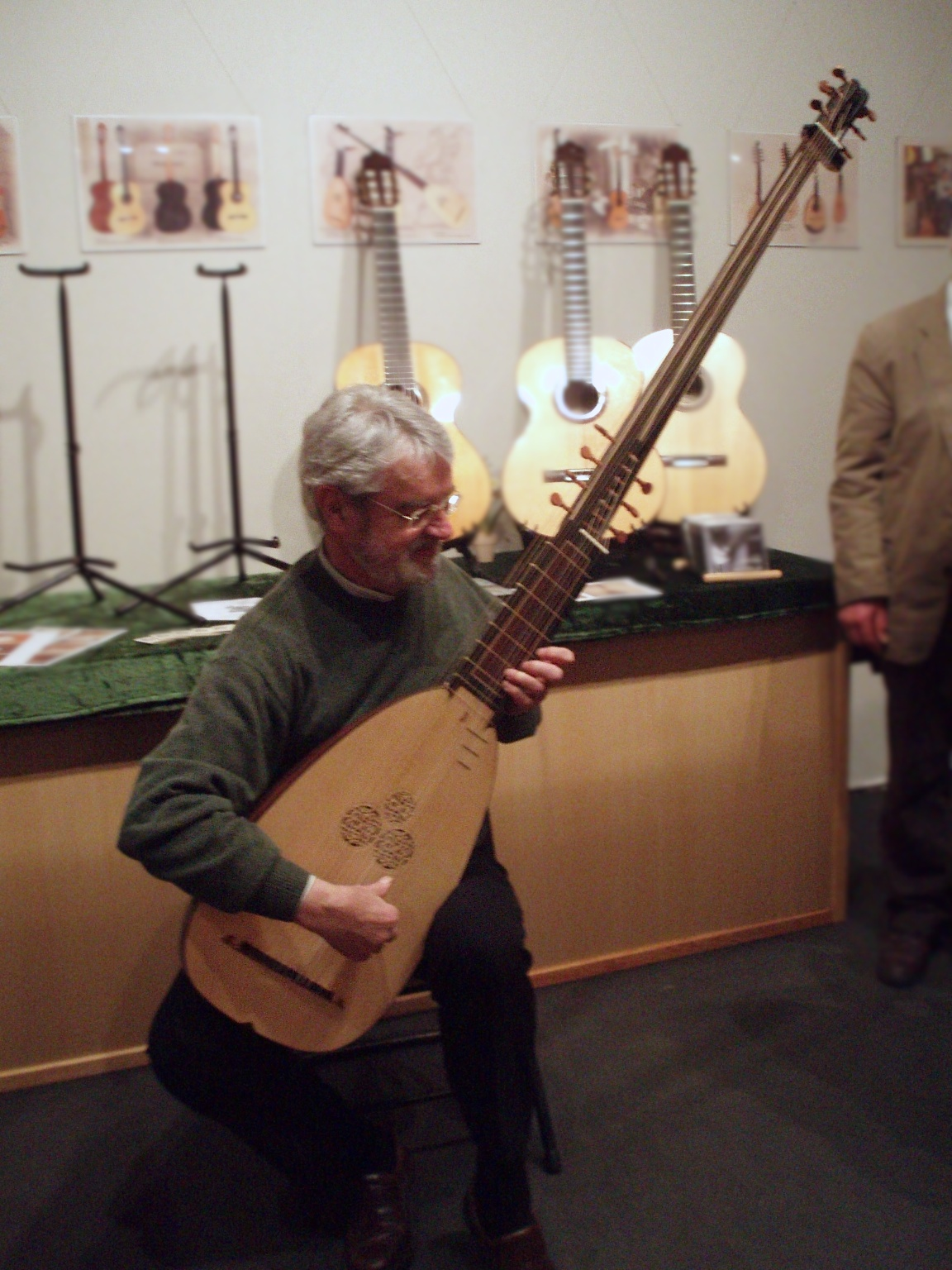

De chitarrone is een tokkelinstrument dat tot de luitfamilie behoort. Kenmerkend is de grote lengte van het instrument, ongeveer 1,80 m, ten gevolge van het feit dat een tweede hals in het verlengde van de eerste is aangebracht. De chitarrone heeft zes snarenkoren voor melodiespel en vijf tot acht vrijzwevende bassnaren, die dienen als begeleiding en die met de duim van de rechterhand worden getokkeld. De chitarrone werd in de 16e en 17e eeuw onder andere als basso-continuo-instrument gebruikt, bijvoorbeeld in de opera L'Orfeo van Claudio Monteverdi.